# Esteban II de Iberia

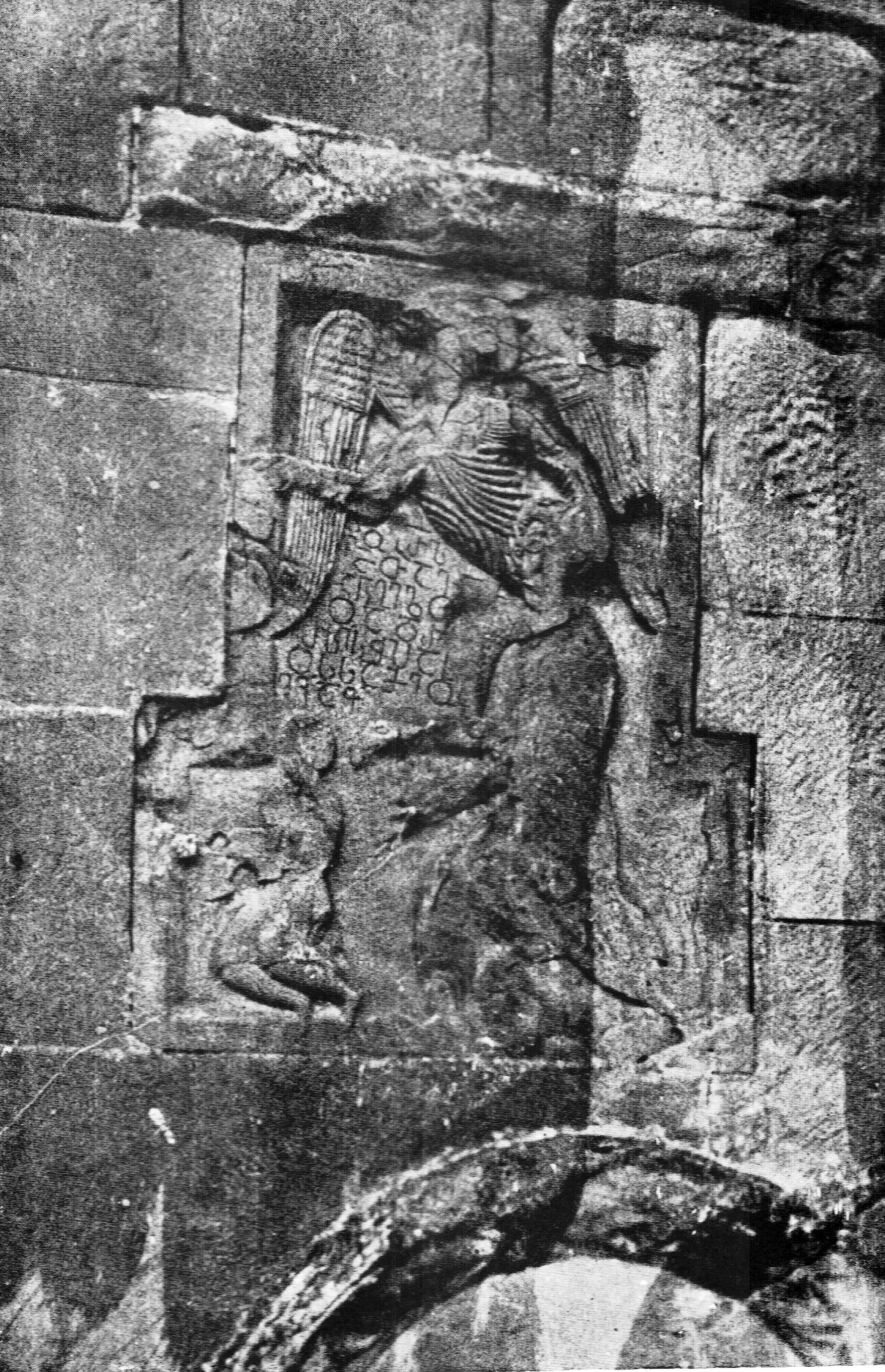
Bajorrelieve de Adranase I y su hijo (Esteban II) („წმიდაო გაბრიელ მთავარანგელოზო, ადრნერსეს ჳპატოსსა მეოხ ეყავ“.).

Esteban II (en georgiano: სტეფანოზ II: , Paso'anoz II), de la dinastía Cosroida dinastía, fue un príncipe presidente de Iberia (Kartli, Georgia oriental) de 637/642 a c. 650.
El hijo y sucesor de Adarnase I de Iberia, Esteban prosiguió la política pro-bizantina de su padre y fue probablemente investido por el Emperador con el título de patricius. En 645, no obstante, fue forzado a reconocer al Califa como su suzerano cuándo los árabes entraron en Georgia. Fue sucedido por su hijo, Adarnase II.
La placa de piedra exterior de la iglesia de la Cruz Santa en Mtsjeta, Georgia, menciona los constructores principales de esta iglesia: Stephanos el patricius, Demetrius el hypatos, y Adarnase el hypatos que tradicionalmente han sido identificados por los expertos georgianos con Esteban I, hijo de Guaram; Demetrio, hermano de Esteban I y Adarnase I. Aun así, una opinión expresada por Profesor Cyril Toumanoff discrepa de esta opinión al identificar a estos individuos con Esteban II, Demetrioe (hermano de Esteban I), y Adarnase II (hijo de Esteban II), respectivamente.